# Psi2 Aurigae
Psi2 Aurigae (ψ2 Aurigae, förkortat Psi2 Aur, ψ2  Aur) som är stjärnans Bayerbeteckning, är en ensam stjärna belägen i den mellersta delen av stjärnbilden Kusken. Den har en skenbar magnitud på 4,79 och är svagt synlig för blotta ögat där ljusföroreningar ej förekommer. Baserat på parallaxmätning inom Hipparcosuppdraget på ca 7,84 mas, beräknas den befinna sig på ett avstånd på ca 420 ljusår (ca 128 parsek) från solen. På det beräknade avståndet minskas stjärnans magnitud med 0,07 enheter genom skymning orsakad av interstellär gas och stoft.

## Egenskaper
Psi2 Aurigae är en orange till röd jättestjärna av spektralklass K3 III. Den har en radie som är ca 27 gånger större än solens och utsänder från dess fotosfär ca 304 gånger mera energi än solen vid en effektiv temperatur på ca 4 400 K.
De flesta studier kategoriserar Psi2 Aurigae som en jättestjärna av spektraltyp K. Resultatet av en studie som publicerades 2003 visar emellertid den med klassificeringen K3 Iab:, som i stället anger att det är en superjättestjärna. Den uppmätta vinkeldiametern för stjärnan, efter korrigering för randfördunkling, är 1,97 ± 0,02 mas.